# Classe Alexandrit
La classe Alexandrit (in cirillico: Александрит) anche nota come Project 12700, è una classe di cacciamine, di fabbricazione russa, sviluppata da Almaz e prodotta dai cantieri Sredne-Nevsky, entrata in servizio con la Marina militare russa nel 2016. 
Progettate a partire da uno scafo in fibra di vetro a-magnetico, è in grado di disinnescare mine navali facendo uso di UUV e/o USV comandati direttamente dall'unità navale e può provvedere direttamente alla loro distruzione da distanza di sicurezza.
Al 2024 sono stati ordinati 13 esemplari, tuttavia, il requisito elaborato dalla Marina russa conta più di 50 navi.

## Storia
L'unità capoclasse, la Aleksandr Obukhov, è stata impostata il 22 settembre 2011 durante una cerimonia tenutasi presso i Cantieri Sredne-Nevsky di San Pietroburgo. Inizialmente, la nave doveva essere commissionata nel 2015 ma, causa sanzioni internazionali comminate per l'annessione della Crimea del 2014 ed il conseguente rifiuto francese di consegnare l'equipaggiamento necessario al completamento dell'unità, l'entrata in servizio è stata rinviata al dicembre 2016 quando i componenti di importazione dall'estero (sensori di ricerca mine, propulsori diesel) sono stati sostituiti da omologhi di produzione nazionale.

## Navi
|    | Nome                | Costruttore                    | Impostata         | Varata            | In servizio      | Flotta       | Stato           |
| -- | ------------------- | ------------------------------ | ----------------- | ----------------- | ---------------- | ------------ | --------------- |
| 1  | Aleksandr Obukhov   | Sredne-Nevsky, San Pietroburgo | 22 settembre 2013 | 27 giugno 2014    | 9 dicembre 2016  | Baltico      | Attivo          |
| 2  | Georgiy Kurbatov    | Sredne-Nevsky, San Pietroburgo | 24 aprile 2015    | 30 settembre 2020 | 20 agosto 2021   | Mar Nero     | Attivo          |
| 3  | Ivan Antonov        | Sredne-Nevsky, San Pietroburgo | 25 gennaio 2017   | 25 aprile 2018    | 26 gennaio 2019  | Mar Nero     | Attivo          |
| 4  | Vladimir Yemelyanov | Sredne-Nevsky, San Pietroburgo | 20 aprile 2017    | 30 maggio 2019    | 28 dicembre 2019 | Mar Nero     | Attivo          |
| 5  | Yakov Balyaev       | Sredne-Nevsky, San Pietroburgo | 26 dicembre 2017  | 29 gennaio 2020   | 26 dicembre 2020 | del Pacifico | Attivo          |
| 6  | Pyotr Ilyichev      | Sredne-Nevsky, San Pietroburgo | 25 luglio 2018    | 28 aprile 2021    | 30 novembre 2022 | del Pacifico | Attivo          |
| 7  | Anatoly Shlemov     | Sredne-Nevsky, San Pietroburgo | 12 luglio 2019    | 26 novembre 2021  | 29 dicembre 2022 | del Pacifico | Attivo          |
| 8  | Lev Chernavin       | Sredne-Nevsky, San Pietroburgo | 24 luglio 2020    | 2022              | 25 dicembre 2023 |              | Attivo          |
| 9  | Afanasy Ivannikov   | Sredne-Nevsky, San Pietroburgo | 9 settembre 2021  | 9 agosto 2024     | 2024             |              | in allestimento |
| 10 | Polyarij            | Sredne-Nevsky, San Pietroburgo | 12 giugno 2022    |                   | 2025             |              | in costruzione  |
| 11 | Dimitrij Liysov     | Sredne-Nevsky, San Pietroburgo | 19 giugno 2023    |                   | 2026             |              | in costruzione  |
| 12 | Semjon Agafonov     | Sredne-Nevsky, San Pietroburgo | 18 gennaio 2024   |                   | 2027             |              | in costruzione  |
| 13 | Viktor Korner       | Sredne-Nevsky, San Pietroburgo | 16 luglio 2024    |                   | 2027             |              | in costruzione  |